# Torneo de Pekín 2019
El China Open 2019 fue un torneo de tenis que perteneció tanto a la ATP en la categoría de ATP World Tour 500 como a la WTA en la categoría Premier Mandatory. Los eventos femeninos y los eventos masculinos se llevaron a cabo en el Centro de Tenis del Parque Olímpico de Pekín (Olympic Green Tennis Center, en inglés) de Pekín, China, del 30 de septiembre al 6 de octubre de 2019 sobre pista dura.

## Puntos y premios

### Distribución de puntos
| Evento               | G    | F   | SF  | CF  | R16 | R32 | R64 | Q  | Q2 | Q1 |
| Individual masculino | 500  | 300 | 180 | 90  | 45  | 0   | —   | 20 | 10 | 0  |
| Dobles masculino     | 500  | 300 | 180 | 90  | 0   | —   | —   | —  | —  | —  |
| Individual femenino  | 1000 | 650 | 390 | 215 | 120 | 65  | 10  | 30 | 20 | 2  |
| Dobles femenino      | 1000 | 650 | 390 | 215 | 120 | 10  | —   | —  | —  | —  |

### Premios monetarios
| Evento               | G           | F         | SF        | CF        | R16      | R32      | R64      | C2      | C1      |
| Individual masculino | $ 652 370   | $ 319 825 | $ 160 930 | $ 81 845  | $ 42 505 | $ 22 415 | —        | $ 5 160 | $ 2 630 |
| Dobles masculino     | $ 196 420   | $ 96 160  | $ 48 230  | $ 24 755  | $ 12 800 | —        | —        | —       | —       |
| Individual femenino  | $ 1 271 525 | $ 636 300 | $ 310 455 | $ 149 138 | $ 71 774 | $ 34 744 | $ 19 960 | $ 5 315 | $ 3 090 |
| Dobles femenino      | $ 430 180   | $ 215 865 | $ 96 100  | $ 44 354  | $ 20 700 | $ 9 615  | —        | —       | —       |

## Cabezas de serie

### Individuales masculino
| Tenista            | Ranking | Preclasificado |
| Dominic Thiem      | 5       | 1              |
| Alexander Zverev   | 6       | 2              |
| Stefanos Tsitsipas | 7       | 3              |
| Karen Jachanov     | 9       | 4              |
| Roberto Bautista   | 10      | 5              |
| Fabio Fognini      | 11      | 6              |
| Gaël Monfils       | 12      | 7              |
| Matteo Berrettini  | 13      | 8              |

- Ranking del 23 de septiembre de 2019.[5]

### Dobles masculino
| Tenista                           | Ranking | Preclasificado |
| Juan Sebastián Cabal Robert Farah | 2       | 1              |
| Łukasz Kubot Marcelo Melo         | 9       | 2              |
| Raven Klaasen Michael Venus       | 18      | 3              |
| Kevin Krawietz Andreas Mies       | 26      | 4              |

### Individuales femenino
| N.º | Clasif | Jugadora           | Puntos antes | Puntos a defender | Puntos ganados | Puntos después | Actuación en el torneo                           |
| --- | ------ | ------------------ | ------------ | ----------------- | -------------- | -------------- | ------------------------------------------------ |
| 1   | 1      | Ashleigh Barty     | 6446         | 0                 | 650            | 7096           | Final, perdió ante Naomi Osaka [4]               |
| 2   | 2      | Karolína Plíšková  | 6125         | 120               | 10             | 6015           | Primera ronda, perdió ante Jeļena Ostapenko [WC] |
| 3   | 3      | Elina Svitolina    | 5320         | 10                | 215            | 5525           | Cuartos de final, perdió ante Kiki Bertens [8]   |
| 4   | 4      | Naomi Osaka        | 5011         | 390               | 1000           | 5621           | Campeona, venció a Ashleigh Barty [1]            |
| 5   | 6      | Bianca Andreescu   | 4835         | 0                 | 215            | 5041           | Cuartos de final, perdió ante Naomi Osaka [4]    |
| 6   | 5      | Simona Halep       | 4907         | 10                | 65             | 4962           | Segunda ronda, perdió ante Ekaterina Alexandrova |
| 7   | 7      | Petra Kvitová      | 4571         | 10                | 215            | 4776           | Cuartos de final, perdió ante Ashleigh Barty [1] |
| 8   | 8      | Kiki Bertens       | 4225         | 120               | 390            | 4495           | Semifinales, perdió ante Ashleigh Barty [1]      |
| 9   | 10     | Belinda Bencic     | 3738         | 10                | 120            | 3848           | Tercera ronda, perdió ante Petra Kvitová [7]     |
| 10  | 13     | Angelique Kerber   | 2830         | 120               | 65             | 2775           | Segunda ronda, perdió ante Polona Hercog         |
| 11  | 15     | Madison Keys       | 2767         | 65                | 65             | 2767           | Segunda ronda, perdió ante Jennifer Brady [Q]    |
| 12  | 14     | Aryna Sabalenka    | 2785         | 0                 | 65             | 2850           | Segunda ronda, perdió ante Daria Kasátkina       |
| 13  | 12     | Sloane Stephens    | 2873         | 120               | 65             | 2818           | Segunda ronda, perdió ante Saisai Zheng          |
| 14  | 20     | Qiang Wang         | 2423         | 390               | 10             | 2043           | Primera ronda, se retiró ante Ajla Tomljanović   |
| 15  | 16     | Sofia Kenin        | 2600         | 0                 | 120            | 2720           | Tercera ronda, perdió ante Elina Svitolina [3]   |
| 16  | 19     | Caroline Wozniacki | 2493         | 1000              | 390            | 1883           | Semifinales, perdió ante Naomi Osaka [4]         |

- Ranking WTA a 23 de septiembre de 2019.[6]

### Dobles femenino
| Tenista                          | Ranking | Preclasificada |
| Su-Wei Hsieh Barbora Strýcová    | 6       | 1              |
| Tímea Babos Kristina Mladenovic  | 7       | 2              |
| Elise Mertens Aryna Sabalenka    | 8       | 3              |
| Gabriela Dabrowski Yifan Xu      | 16      | 4              |
| Anna-Lena Grönefeld Demi Schuurs | 26      | 5              |
| Hao-Ching Chan Yung-Jan Chan     | 28      | 6              |
| Samantha Stosur Shuai Zhang      | 30      | 7              |
| Nicole Melichar Květa Peschke    | 36      | 8              |

## Campeones

### Individual masculino
Dominic Thiem venció a  Stefanos Tsitsipas por 3-6, 6-4, 6-1

### Individual femenino
Naomi Osaka venció a  Ashleigh Barty por 3-6, 6-3, 6-2

### Dobles masculino
Ivan Dodig /  Filip Polášek vencieron a  Łukasz Kubot /  Marcelo Melo por 6-3, 7-6(7-4)

### Dobles femenino
Sofia Kenin /  Bethanie Mattek-Sands vencieron a  Jeļena Ostapenko /  Dayana Yastremska por 6-3, 6-7(5-7), [10-7]